# Jorge Rodríguez (wielrenner)
Jorge Pablo Rodríguez Izaguirre (19 december 1993) is een Uruguayaans wielrenner.

## Carrière
In 2016 wist Rodríguez de negende etappe van de Ronde van Uruguay te winnen door in een sprint met een kleine groep Ramiro Cabrera en Everson Camilo naar de dichtste ereplaatsen te verwijzen.

## Overwinningen
2016
9e etappe Ronde van Uruguay